# 成島正規
成島 正規（なりしま まさのり、1951年12月28日 - ）は、千葉県出身の元騎手。

## 経歴

### デビューから若手時代
1971年3月に東京・阿部正太郎厩舎からデビューし、同6日の中山第1競走4歳未勝利・オーソリークイン（15頭中14着）で初騎乗を果たすと、6月27日の新潟第8競走4歳以上100万下・ヤシオキッドで初勝利を挙げる 。10月2日の中山第3競走障害4歳以上未勝利・マスヒロで障害初勝利を挙げ、1年目の同年は5勝をマーク。
2年目の1972年には9月2日・3日の新潟初の2日連続勝利、を記録したほか、中山大障害（秋）をマスヒロで制して平地・障害通じて唯一の重賞勝利を挙げ、初の2桁勝利で自己最高の15勝をマーク。
3年目の1973年には10月21日の東京第11競走競馬法50周年記念でアローエクスプレスの全弟トルーエクスプレスに騎乗し、ツキサムホマレを抑えて2着に入った。

### 阿部厩舎から独立
1978年には師匠・阿部の死去に伴い、兄弟子の加賀武見と共に阿部の実子である阿部新生厩舎へ移籍し、安田記念では11頭中11番人気のソーウンムサシでニッポーキング・カネミカサに次ぐ4着に入った。
フリーとなった1979年には自己最低の0勝に終わるが、12月2日の中山第10競走師走特別では18頭中14番人気のピンクスニーカーで勝った16番人気タイホウアカギの2着に入り、枠連万馬券を演出。
1980年1月20日の中山第6競走4歳新馬では二本柳一馬厩舎のカミノエンゼルに騎乗し、兄・二本柳俊夫厩舎のアンバーシャダイに4馬身差2着に入った。
1986年7月12日の新潟第3競走4歳未勝利では12頭中10番人気のハタノパレードに騎乗して勝利し、田子冬樹厩舎に開業初勝利をもたらした。
1987年からは再びフリーとなり、1988年には3連勝中のジャンボセイコでテレビ東京賞3歳牝馬ステークス5着に入るなど、16年ぶりで最後の2桁勝利となる11勝をマーク。

### 1989年〜引退
1989年には福島記念で14頭中12番人気のジャンボセイコに騎乗してオースミシャダイ・プレジデントシチーを抑えての4着に入り、1994年6月18日の福島第12競走4歳以上500万下では萩本欽一の所有馬ビヨルリンクで勝利。
1995年には新規開業の成島英春厩舎に移籍し、同厩舎の管理馬だけで5勝 をマーク。同年9月10日の函館第3競走3歳新馬では陣内孝則の所有馬マイアミプリンスで人気に応えて逃げ切るが、自身の通算100勝になったと同時に陣内の初勝利となった。
1996年には再びフリーとなり、5月4日の新潟第10競走長岡特別・コペルティーナで最後の勝利を挙げ、1997年2月23日の中山第1競走4歳未勝利・トキノグレース（16頭中11着）を最後に現役を引退。

## 騎手成績
| 通算成績 | 1着 | 2着 | 3着 | 4着以下 | 出走回数 | 勝率 | 連対率 |
| -------- | --- | --- | --- | ------- | -------- | ---- | ------ |
| 平地     | 96  | 99  | 122 | 1802    | 2119     | .045 | .092   |
| 障害     | 8   | 12  | 15  | 57      | 92       | .087 | .217   |
| 計       | 104 | 111 | 137 | 1859    | 2211     | .047 | .097   |

主な騎乗馬
- マスヒロ（1972年中山大障害 (秋)）